# Catherine Yass
Catherine Yass (* 1963 in London) ist eine britische Künstlerin, die vor allem für ihre an Wände montierte Leuchtkästen bekannt ist.

## Werdegang
Catherine Yass wurde 1963 in London geboren. Sie studierte an der Slade School of Fine Art, der Hochschule der Künste in Berlin und am Goldsmiths College. Im Jahr 2002 wurde Yass für den Turner-Preis nominiert. Sie unterrichtet Fotografie am Royal College of Art in London und lebt in dieser Stadt.

## Werk
Yass ist bekannt für ihre Filme und farbenfrohen Fotografien. Viele ihrer Arbeiten sind auf Leuchtkästen montiert.
Im Jahr 2000 entwarf Yass den Weihnachtsbaum für Tate Britain. Im selben Jahr gestaltete sie zusammen mit Richard Wentworth den öffentlichen Platz rund um die New Art Gallery Walsall. Yass organisierte Einzelausstellungen, darunter die Ausstellung „Lighthouse“ in der Alison Jacques Gallery in London im Jahr 2012; eine Retrospektive im De La Warr Pavilion, Bexhill-on-Sea im Jahr 2011; die Ausstellung „Flight“ in The Phillips Collections in Washington DC; „The China Series“ im Stedelijk-Hertogenbosch Museum in den Niederlanden im Jahr 2009 und die Ausstellung „Descent“ im St. Louis Art Museum in St. Louis im Jahr 2009. Catherine Yass nahm an der 13. Montreal Photo Biennale im Jahr 2013 teil.
Ihre Arbeiten befinden sich unter anderem in den Sammlungen des Jewish Museum in New York, der Scottish National Gallery of Modern Art und der Tate Britain sowie in der Sammlung des National Museum of Women in the Arts.